# 金尼·伍德利·兰伯特
莊尼·活利·林拔（Johnny Woodly Lambert），1980年7月27日生于哥斯达黎加，哥斯达黎加职业足球运动员。

## 俱乐部生涯
金尼曾效力于乌拉圭、萨尔瓦多和哥斯达黎加等国联赛，其中金尼在2003-2004年效力于肯梅利塔，2005年效力于柏魯占士，2006年上半赛季效力于米雷玛尔，2006年下半赛季又效力于柏鲁占士，2007年上班赛季效力于竞技联盟，2007年下半赛季第三次效力于柏鲁占士。2009年从哥斯达黎加联赛的森卡洛斯加盟重庆力帆，担当重庆队锋线杀手并收获10粒进球。
2010年1月20日，长春亚泰正式宣布签入金尼。但金尼在长春亚泰表现並不理想，在效力于长春亚泰的半个赛季中，金尼参加了13场中超联赛，其中10次首发、3次替补，打入4个进球，并有1次助攻。在2010年3月9日进行的亚洲冠军联赛F组第二轮的一场比赛中，长春亚泰队在主场以9-0的比分狂胜印尼的冠军佩西普拉，金尼在那场比赛中上演了帽子戏法。2010年7月在中超联赛二次转会的截止日期前重庆力帆与长春亚泰商定以租借的形式再次引进金尼，在下半赛季的15场中超联赛中，金尼为重庆力帆打入5个进球。
2011年1月，金尼转会加盟中甲升班马大连阿尔滨。在2011赛季，金尼为大连阿尔滨队出场24次打进13个进球，帮助大连阿尔滨冲超成功的同时，他本人和湖南湘涛前锋米切尔·布朗一同获得该赛季中甲最佳射手。
2012年2月，金尼以15万美金的身价转会加盟中甲升班马福建骏豪。在2012赛季，金尼为福建骏豪队出场28次打进21个进球，帮助福建骏豪获得联赛季军，他本人也获得该赛季中甲最佳射手第二名。2013年，金尼随队北迁到石家庄。

## 連結
- Profile at Nacion （西班牙文）